# 초고장
초고장(草藁匠)은 왕골을 이용하여 꽃무늬 등의 무늬를 놓아 돗자리(화문석)를 짜는 기능인이다.

## 서울특별시 무형문화재 제16호
현재 보유자 한순자는 선대부터 강화도에서 화문석 제작에 뛰어났다고 하며, 그 자질을 계승하고 또 노력하여 많은 수상경력을 가지고 있다.

### 보유자
| 성명            | 성별 | 생년월일   | 기.예능 | 주소                 | 인정일자   | 해제일자 | 비고 |
| --------------- | ---- | ---------- | ------- | -------------------- | ---------- | -------- | ---- |
| 한순자 (韓順子) |      | 1996.12.31 |         | 서울 양천구 목동 904 | 1996.12.31 |          |      |

## 대전광역시 무형문화재 제16호
초고공예는 오랜 농경생활과 함께 쓰임과 영역에서 보편성을 지닌 생활공예로 공예문화의 가치와 중요성이 날로 부각되는 시점에서 고유성 짙은 초고공예의 가치를 재고하고 향후 이 분야의 발전을 위한 주도적 역할이 필요하기에, 산업화로 단절될 위기에 있는 실정인 초고공예의 기능 보존을 위하여 무형문화재로 지정한다. 아울러 초고공예의 보존․전승을 위하여 전통기법으로 생활기물에서 완상품까지 고루 제작하는 탁월한 기능을 지닌 양중규를 초고장 기능보유자로 인정한다.

### 보유자
| 성명            | 성별 | 생년월일   | 기.예능 | 주소                                        | 인정일자  | 해제일자 | 비고  |
| --------------- | ---- | ---------- | ------- | ------------------------------------------- | --------- | -------- | ----- |
| 양중규 (梁仲奎) | 남   | 1933.05.07 | 제작    | 대전 동구 낭월동 611 석천들마을 103동 908호 | 2007.3.23 |          | [ 1 ] |

## 전라남도 무형문화재 제55호
초고장(草藁匠)은 짚과 풀로 전통 생활용구와 농업 도구, 민속신앙 도구 등을 만드는 기술이다. 재료의 변화로 잊혀져가는 기술이 돼가고 있다. 곡성 임채지 장인이 전통 짚풀공예 기술을 원형으로 체득해 전승해 오고 있다.

### 보유자
| 성명   | 성별 | 생년월일 | 기.예능 | 주소        | 인정일자   | 해제일자 | 비고 |
| ------ | ---- | -------- | ------- | ----------- | ---------- | -------- | ---- |
| 임채지 |      |          |         | 전남 곡성군 | 2013.12.19 |          |      |

## 경상북도 무형문화재 제21호

### 보유자
| 성명   | 성별 | 생년월일 | 기.예능 | 주소                          | 인정일자 | 해제일자  | 비고 |
| ------ | ---- | -------- | ------- | ----------------------------- | -------- | --------- | ---- |
| (미상) |      |          |         | 경북 봉화군 물야면 오전리 255 | 1994.6.3 | 1997.7.31 |      |

## 같이 보기
- 화문석

## 참고 자료
- 초고장 - 국가유산청 국가유산포털, 서울특별시 무형문화재
- 초고장 - 국가유산청 국가유산포털, 대전광역시 무형문화재
- 초고장 - 국가유산청 국가유산포털, 전라남도 무형문화재
- 초고장 - 국가유산청 국가유산포털, 경상북도 무형문화재